# Joeropsis hawaiiensis
Joeropsis hawaiiensis là một loài chân đều trong họ Joeropsididae. Loài này được Miller miêu tả khoa học năm 1941.